# Prusino Małe
Prusino Małe – niewielkie jezioro położone na południe od wsi Wysoka Gryfińska, w zachodniej części Pojezierza Zachodniopomorskiego na Równinie Wełtyńskiej. 
Powierzchnia 3,8 ha.